# Mahmoud Younes
Mahmoud Khattab Younes (ar. محمود خطاب يونس, ur. 5 marca 1915, zm. 27 czerwca 2001) – egipski szermierz, wielokrotny medalista mistrzostw świata.
Podczas mistrzostw świata w Lizbonie w 1947 roku Egipcjanie w składzie: Salah Dessouki, Mohamed Abdel Rahman, Mahmoud Younes i Mohamed Zulficar zajęli trzecie miejsce w szabli drużynowej. Na rozgrywanych dwa lata później mistrzostwach świata w Kairze zdobywał brązowe medale w szabli drużynowej, szpadzie drużynowej oraz florecie drużynowym. Następnie zdobył drużynowo brązowe medale we florecie i szabli na mistrzostwach świata w Monte Carlo w 1950 roku. Ostatni medal wywalczył na mistrzostwach świata w Sztokholmie rok później, gdzie razem z kolegami z reprezentacji zajął trzecie miejsce we florecie drużynowym.
Wystąpił na igrzyskach olimpijskich w Londynie w 1948 roku, gdzie był piąty we florecie drużynowym, a indywidualnie odpadł w ćwierćfinałach. W szpadzie indywidualnej dotarł do półfinałów, a w zawodach drużynowych do ćwierćfinałów. Ponadto w szabli drużynowej odpadł w ćwierćfinałach. Na rozgrywanych cztery lata później igrzyskach olimpijskich w Helsinkach zajął czwarte miejsce w tej samej konkurencji, a w turnieju indywidualnym był szósty (w rundzie finałowej wygrał cztery z ośmiu pojedynków). Startował tam także w szabli drużynowej, w której Egipcjanie dotarli do ćwierćfinałów oraz w szpadzie drużynowej, gdzie odpadli w pierwszej rundzie.